# 陪安东尼度过漫长岁月
《陪安东尼度过漫长岁月》（英語：Les Aventures d'Anthony）是中国大陆拍摄的、于2015年上映的電影。该电影改编自大連作家安东尼（本名马亮）2008年出版半自傳散文小說《陪安东尼度过漫长岁月》。

## 演員
- 劉暢飾演安東尼
- 宋芸樺飾演小黑
- 布魯斯飾演Pierre
- 白舉綱飾演家明
- 唐藝昕飾演小萱
- 白百何飾演小櫻，安東尼的青梅竹馬
- 榮光飾演安東尼父
- 潘虹飾演安東尼母
- 盧燕飾演房東黃太太，年輕黃太太由江一燕 飾
- 金世佳飾演方
- 許齡月飾演李卉
- 高圣远飾演年輕黃先生
- 崔文璐飾演阿明，安東尼的高中同學
- 李川飾演歐文，安東尼的高中同學
- 卡德麗婭飾演萌萌，安東尼的高中同學
- 月森世菜（日语）飾演日本學生

## 電影歌曲
| 曲序 | 曲目                       |                     | 作曲           | 编曲                                         | 演唱者 |
| ---- | -------------------------- | ------------------- | -------------- | -------------------------------------------- | ------ |
| 1.   | 陪你度過漫長歲月（主題曲） | 葛大為              | 黎曉陽、謝國維 |                                              | 陳奕迅 |
| 2.   | Sleep Alone（主題曲）      | Stephen Mok @per se | 黎曉陽、謝國維 |                                              | 陳奕迅 |
| 3.   | 同步（主題曲）             | 范曉萱              | 范曉萱         | 范曉萱                                       | 范曉萱 |
| 4.   | October Snow（插曲）       | 陳明憙              | 陳明憙         | 陳明憙/ Will Wright / 弦樂編曲 by Terry Chan | 陳明憙 |
| 5.   | 人間（宣傳曲）             | 林夕                | 中島美雪       | Adrian Chan                                  | 王菲   |

## 拍攝場景
墨爾本、東京、大連等地。

## 外部連結
書目
- 豆瓣读书上《陪安东尼度过漫长岁月》的資料 （简体中文）

電影
- 豆瓣电影上《陪安东尼度过漫长岁月》的資料 （简体中文）
- 互联网电影数据库（IMDb）上《陪安东尼度过漫长岁月》的资料（英文）
- 開眼電影網上《陪安东尼度过漫长岁月》的資料（繁體中文）